# Atheta kaimosensis
Atheta kaimosensis – gatunek chrząszcza z rodziny kusakowatych i podrodziny rydzenic.
Gatunek ten opisał po raz pierwszy w 1995 roku Roberto Pace na łamach „Revue suisse de Zoologie”. Jako lokalizację typową wskazano Kaimosi na północnym wschodzie kenijskiego hrabstwa Kisumu.
Chrząszcz o błyszczącym, wydłużonym w zarysie ciele długości 2,3 mm. Głowa jest ruda, wyraźnie siateczkowana i wyraźnie punktowana. Czułki mają rudożółte człony pierwszy i drugi oraz brązowe człony pozostałe. Rudożółte przedplecze ma drobno i wyraźnie ziarenkowaną, pozbawioną siateczkowania powierzchnię. Rude pokrywy są w słabo widoczny sposób siateczkowane oraz drobno i wyraźnie ziarenkowane. Barwa odnóży jest rudożółta. Odwłok jest rudy z brązowymi wolnymi urotergitami segmentów od drugiego do piątego, pozbawiony siateczkowania, ale drobno i wyraźnie ziarenkowany. Genitalia samicy różnią się od tych u podobnego A. chyuluensis szeroką częścią dystalną spermateki. Edeagus samca podobnie jak u A. chyuluensis ma dwie spiczasto zakończone chitynowe blaszki w worku wewnętrznym, jednak w przeciwieństwie do niego są one symetrycznie zbudowane i bardzo szerokie u podstawy.
Owad afrotropikalny, znany wyłącznie z Kenii. Spotkany na rzędnych 1650 m n.p.m.